# Mellinus
Mellinus (vliegendoders) is een geslacht van wespen in de familie Crabronidae. Er zijn 16 soorten bekend. Hiervan leven er twee in Europa, de gewone vliegendoder (Mellinus arvensis) en de bleke vliegendoder (Mellinus crabroneus).

## Soorten (wereldwijd)
- Mellinus abdominalis Cresson, 1882
- Mellinus alpestris Cameron, 1890
- Mellinus andinus Menke, 1996
- Mellinus arvensis (Linnaeus, 1758)
- Mellinus bimaculatus Packard, 1867
- Mellinus costaricae (R. Bohart, 2000)
- Mellinus crabroneus (Thunberg, 1791)
- Mellinus globulosus (Fourcroy, 1785)
- Mellinus hansoni Menke, 1996
- Mellinus iani Menke, 1996
- Mellinus imperialis R. Bohart, 1968
- Mellinus obscurus Handlirsch, 1888
- Mellinus orientalis S. Gupta, Gayubo and Pulawski, 2008
- Mellinus pygmaeus Handlirsch, 1888
- Mellinus rufinodus Cresson, 1865
- Mellinus satanicus Siri and R. Bohart, 1974